# Гурамов, Иван Захарович
Иван Захарович Гурамов (?—1845) — подполковник, участник Кавказской войны.

## Биография
Происходил из грузинских князей. В военную службу вступил 18 октября 1816 года юнкером в 7-й карабинерный (впоследствии переименован в Эриванский гренадерский) полк, 4 августа 1819 года произведён в прапорщики.
В мае 1820 года Гурамов находился в Имеретии, где 17-го числа участвовал в сражении с бунтовщиками при селении Сазано, а 24 мая был при занятии крепости князей Яшвилей.
В 1828—1829 годах Гурамов командовал 5-й егерской ротой Эриванского полка и принимал участие в военных действиях против турок и в 1829 году за отличие при занятии Сардар-Абада был награждён орденом св. Анны 3-й степени. В сражении под Ахалцихом Гурамов заработал себе орден св. Владимира 4-й степени с бантом; в приказе было сказано: «5-го августа во время атаки неприятелем батареи на правом фланге с командуемою им ротою оказал отличное мужество и неустрашимость. 9-го числа, находясь в центре правой линии под перекрёстным огнём, с твёрдостью удерживал позицию и, при вытеснении засевшего в овраге неприятеля, оказал особенную храбрость, при чём контужен ядром в ногу с повреждением кости». За другие отличия в этой кампании он был произведён в штабс-капитаны.
В кампании 1830 года Гурамов сначала находился в Южной Осетии, где в мае—июле участвовал в подавлении восстания осетин под Джавой, а затем сражался против горцев в Джаро-Белоканской области и также неоднократно отличился. 15 октября с бою с лезгинами он был ранен в подбородок пулей, которая прошла мимо горла и остановилась в шее с правой стороны. За это дело он был награждён орденом св. Анны 2-й степени.
В 1831 году, за отличие при штурме аула Хучни в Дагестане Гурамов был произведён в капитаны. Также за спасение во время переправы унесённых горным потоком рядовых ему было пожаловано 690 рублей.
За кампанию 1832 года в Чечне Гурамов 27 июля 1833 года был награждён золотой полусаблей с надписью «За храбрость»
В экспедициях против чеченцев, командуя ротой, во всех перестрелках и при истреблении неприятельских аулов, оказывал примерную храбрость и распорядительность; при взятии же штурмом Гимринского ущелья, оказал равным образом примерное мужество.
7 ноября 1838 года назначен командиром 2-го батальона Эриванского полка.
В кампании 1841 года Гурамов командовал сводным отрядом и участвовал в подавлении восстания в Гурии, 16 сентября произведён в майоры.
5 декабря 1841 года за беспорочную выслугу 25 лет в офицерских чинах князь Гурамов был награждён орденом св. Георгия 4-й степени (№ 6499 по кавалерскому списку Григоровича — Степанова). За отличия во время экспедиции в сентябре 1844 года Гурамов был награждён орденом св. Станислава 2-й степени с императорской короной.
Скончался 17 марта 1845 года.